# Интернет в Великобритании
Интернет в Великобритании распространяется среди жителей страны на государственном уровне. Великобритания — страна с высоким уровнем интернетизации населения.
В июне 2008 года в стране насчитывалось 41 817 847 пользователей, или 68.6 % населения (всего 60 943 912 населения).

## История
Коммутируемый доступ в интернет был впервые введён в Великобритании первым коммерческим интернет-провайдером Pipex. Это узкополосное обслуживание почти полностью заменено новыми широкополосными технологиями, и сейчас используется как резерв. Кабельная широкополосная сеть использует в основном коаксиальные кабели.
Асимметричная цифровая абонентская линия (ADSL) была введена в Великобритании в стадии испытания в конце 1990-х годов. Коммерческий продукт был выпущен в 2000 году. С этого момента большинство АТС и абонентских линий связи оказались во владении BT Wholesale (Бритиш Телеком Хоулсэйл), которые управлялись ей через провайдеров.